# Hapsinotus singulatus
Hapsinotus singulatus là một loài tò vò trong họ Ichneumonidae.